# Mein lieber Herr
Mein lieber Herr est une chanson de Dalida sortie en 1975. 